# Мохнюк Анастасія Олександрівна
Анастасія Мохнюк (1 січня 1991) — українська семиборка, призерка чемпіонату світу.

## Зовнішні посилання
- Досьє на сайті IAAF [Архівовано 8 березня 2016 у Wayback Machine.]